# Algodoneros de San Luis
Los Algodoneros de San Luis es un equipo de béisbol con sede en San Luis Río Colorado, Sonora, México, que compite en la Liga Norte de México y que anteriormente participó en la Liga Norte de Sonora.

## Historia
Con el nombre Algodoneros de San Luis inició a mediados de los 40's, quizás en 1945, el primer equipo de béisbol amateur de la localidad. No se cuenta con fecha exacta de su inicio, que luego fue que el Club de Béisbol Profesional de San Luis Río Colorado.  
Años más adelante ingresaron a la Liga Norte de Sonora. Tiempo después durante un breve período de tiempo cambiaron de nombre a Soles de San Luis, pero al poco tiempo regresaron a su nombre de origen con el cual se mantienen hasta el día de hoy. En los ´70´s el equipo era sucursal de los Charros de Jalisco, de donde surgió de ahí a Medias Blancas de Chicago, Jorge "Charolito" Orta.
El actual representante de San Luis Río Colorado, Sonora en la Liga Norte de México Algodoneros de San Luis es un equipo sucursal del equipo Acereros del Norte de la Liga Mexicana de Béisbol. Sus seis títulos fueron en las campañas 1988, 2000, 2002 y 2003 en la Liga Norte de Sonora; y en 2013 y 2014 en la Liga Norte de México.

### Objetivos
El Ingeniero Francisco Ochoa Montaño tomó las riendas del equipo radicado en San Luis Río Colorado a partir de la Temporada 2011, año en que la liga sufrió la ruptura y separación entre las ligas LNS y LNM.
El empresario Francisco Ochoa tuvo como objetivo hacer de los Algodoneros un equipo ejemplar y competitivo en la liga, atraer a las familias al estadio, incentivar el béisbol infantil y juvenil, y beneficiar a la comunidad, además de mejorar las condiciones del estadio “Andrés Mena Montijo” mediante el apoyo de empresas de la localidad y el gobierno municipal.

### 2014
Es uno de los tres equipos sonorenses que compiten en esa temporada en la LNM. Consiguieron el segundo bicampeonato de su historia en 2014, venciendo a Freseros de San Quintín en 6 juegos.
Algodoneros juega con jugadores locales, nacionales libres, extranjeros de distintas nacionalidades y jóvenes prospectos que forman parte del convenio entre Liga Mexicana de Béisbol y Liga Norte de México, siendo su principal objetivo el desarrollar jugadores profesionales.
El estadio se llama Andrés Mena Montijo y cuenta con capacidad para 1800 personas. La asistencia promedio durante la temporada regular es de 750 asistentes que, sumados en el año, son como de 30,000 asistentes. Los juegos de San Luis son transmitidos vía internet en su página web con diferentes enlaces para los partidos en gira.
Un nuevo estadio se encontraba en construcción, mismo que se esperaba concluirlo en 2017, y el cual será la nueva casa del club Algodoneros de San Luis, el mismo contará con una capacidad final de 7,000 mil aficionados.
Los juegos de San Luis son transmitidos vía internet en su página web con diferentes enlaces para los partidos en gira.

### Roster Bicampeón 2014
"Temporada 2014"
| Lanzadores: - Rubén Miranda - Juan Macias - Adrián García - Edwin Wilson - Mario Jiménez - Edilio José Escobar - Fernando Irazoqui - Wilmer Ríos - César Cebreros - Jesús Estrada - Jorge Humberto Soto - Marco Machado - José Manuel Ahumada - Luis Cornelio Montaño - Javier Pereyra - Rubén Darío Molina Cuerpo Técnico: - Mánager: Marco Antonio Guzmán - Entrenador: Ricardo Lugo Moreno - Entrenador: Sinai Gaona Martínez - Entrenador: Francisco Chávez - Entrenador: Enrique Gómez - Trainer: Antonio Soto - Bat Boy: Miguel Cisneros |  | Receptores: - Rogelio Del Campo - Adrián Gutiérrez Jugadores de Cuadro: - Javier Brito - Karexon Sánchez - Gerardo García - Miguel Alonso Tellez - Jonathan Salazar - Jordan Velázquez - Magdiel Valenzuela - Héctor González Jardineros: - Luis Sumoza - Antonio Galaz - Anthony D' Alfonso - Jesús Tirado |

### Roster campeón 2013
"Temporada 2013"
| Lanzadores: - Alberto Montes - Carlos Rojas Aparcedo - Cornelio Montaño - Cristian Valenzuela - Juan Rodríguez - Jesús Roberto Ochoa - José Manuel Ahumada - Juan Rodríguez - David Gutiérrez - Jesús Estrada - Salvador García - Willie Flores Soto - Yofri Martínez Cuerpo Técnico: - Mánager: Alonso Téllez - Entrenador General: Jesús "Chito" Ríos - Entrenador: Javier Espinoza - Entrenador: Marco Vizcarra - Entrenador: Mario Espinoza - Trainer: - Bat Boy: Mario Espinoza |  | Receptores: - Jesús Eduardo Mendivil - Juan Luis Amador Jugadores de Cuadro: - Aarón Sillas Alcaraz - Jonathan Salazar - Jordan Velásquez - Magdiel Valenzuela - Miguel Alonso Téllez - Jonny Kaplan Jardineros: - Anthony D' Alfonso - Carlos Mario Romero - Cristian García - Heriberto Herrera Soto - Jaime Ojeda |